# Chronique d'Albelda

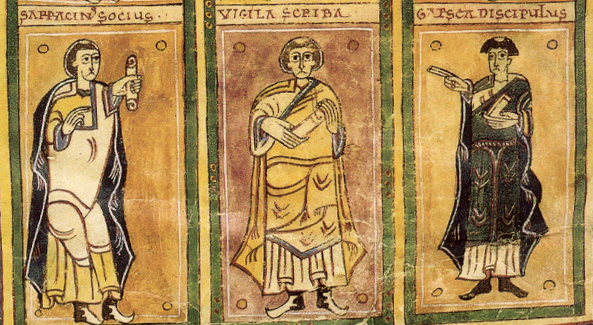
Les scribes : Serracino, Vigila & García.

La Chronique d'Albelda (Chronicon Albeldense ou Codex Vigilanus) est un manuscrit en latin écrit sous le règne d'Alphonse III des Asturies. Rapportant des épisodes de l'histoire de l'Hispanie, elle constitue une des rares sources sur la fin du royaume wisigoth, la conquête musulmane, l'installation de la dynastie omeyyade dans la péninsule et la naissance du royaume des Asturies.
La première version a été terminée en 881 par le moine Vigila et ses compagnons Sarracino et Vela. Plus tard ont été ajoutés deux paragraphes faisant référence aux années 882 et 883. La chronique se termine en novembre de cette année-là.
Le nom d'« Albeldense »  vient du Codex du Monastère de San Martin de Albelda, à Albelda de Iregua, La Rioja, copié et poursuivi par le moine Vigila ou Vigilán jusqu'à l'année 976. D'où le nom de Codex Vigilanus (Codex Conciliorum Albeldensis seu Vigilanus).
L'original est aujourd'hui disparu et il ne subsiste que des copies. La première version écrite entre 881 et 883 est considérée par certains experts comme la plus fidèle aux événements survenus. Îl contient le passage le plus important pour l'Histoire de la reconquête de Pelage:
« Pelage, fils de Veremundo, neveu de Roderico, roi de Tolède. Il fut le premier à arriver dans les montagnes des Asturies et se cacha dans une grotte dans les rochers d'Anseba... Le premier à régner dans les Asturies fut Pélage, qui vécut à Canicas (Cangas de Onis) pendant dix-neuf ans. Expulsé de Tolède par le roi Witiza, il entra dans les Asturies après l'occupation de l'Espagne par les Sarrasins. Juzeph régnant à Cordoue, et Munuza dans la ville de Gegio (Gijón). Pélage s'est rebellé avant tout le monde dans les Asturies. Il détruisit les Ismaélites, leur général Alcamano (Alqama) fut tué, et Mgr Oppas fut fait prisonnier. Finalement, Munuza a également perdu la vie et le peuple chrétien a retrouvé sa liberté. Ceux de l'armée sarrasine qui échappèrent à l'épée furent, par le jugement de Dieu, opprimés et enterrés par le mont Liébana, et le royaume des Asturiens fut érigé par la divine Providence. Pélage est mort à Canicas (Cangas de Onis) en l'an 775.»
Ce qui frappe, c'est que la mythique bataille de Covadonga n'est pas citée, (il s'agit vraisemblablement d'un ajout dans les chroniques postérieures), mais plutôt la vallé de Liébana où semble se dérouler un affrontement armé qui se conclut par la défaite de l'armée musulmane. On parle bien d'une grotte, celle où Pelage s'est caché de l'ennemi. Elle met en relief le rôle collaborationiste de Monseigneur Oppas, évêque de Tolède, qui se battra aux côtés de Munuza installé à Gijón, le calife du nord de l'Espagne.
Cette chronique "primitive" précède les chroniques Chronique Rotense et Chronique Sebastianense (ou Ad Sebastianum), et forment un corpus nommé Chroniques d'Alphonse III, compilation de textes civils et canoniques de la période wisigothique. Elles apporteront parfois plus de détails, sans qu'il soit clair s'il s'agit d'interpolations à visée politique, ou de faits historiques.

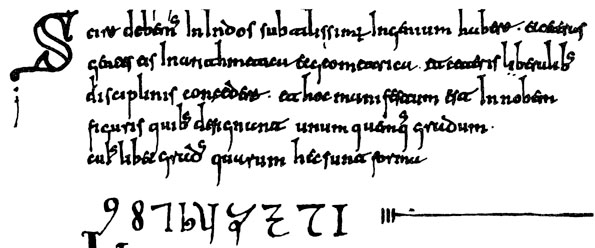
Les premiers chiffres arabes en Occident.

Ce codex contient, entre autres informations, la première mention des chiffres arabes dans un manuscrit occidental. Ceux-ci avaient été introduits en Espagne par les arabes musulmans du califat Omeyyade.
La version la plus complète que l'on possède de la chronique se trouve à l'Académie royale d'histoire et est un manuscrit provenant du monastère de San Millán de la Cogolla et qui date de l'année 951 approximativement.